# 北斗河濱公園

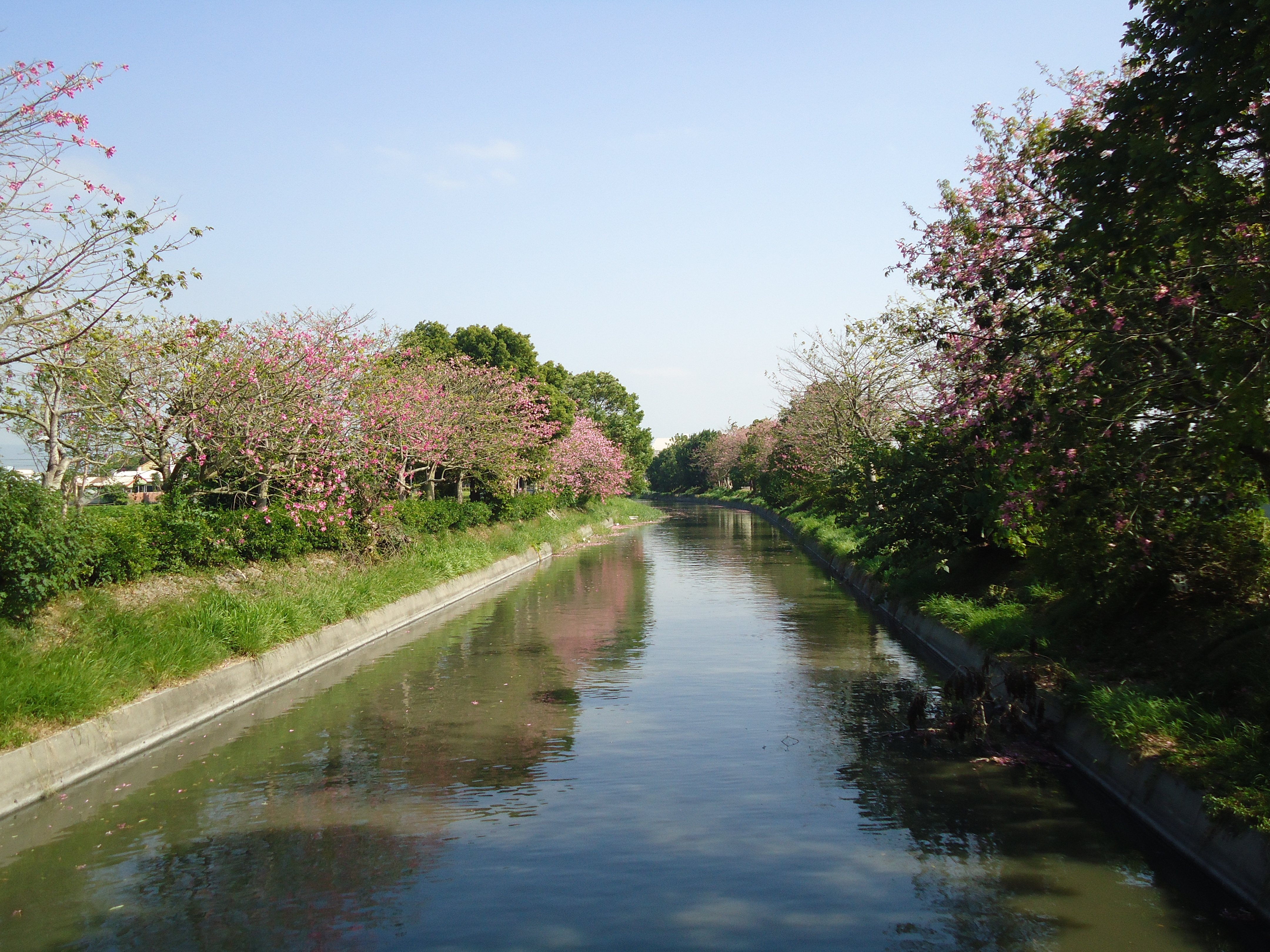
北斗河濱公園

北斗河濱公園是位於臺灣彰化縣北斗鎮的一座公園。北斗河濱公園利用北斗鎮轄內舊濁水溪河川公地規劃闢建，面積為11.7公頃。1997年6月竣工啟用。

## 歷史
北斗河濱公園的前身是舊濁水溪，曾是北斗至鹿港的主要渡口，因雜草掩沒加上工廠排放的廢水，以及垃圾的充斥造成環境汙染，鎮公所於1994年開始整治工程，1997年6月河濱公園竣工，提供民眾散步、親水及遊憩等各種活動空間，為北斗鎮及鄰近居民一個重要的休閒活動中心。
北斗河濱公園沿岸植有美人樹，9~11月為最美麗的時段。

## 外部連結
- 彰化縣政府全球資訊網-北斗鎮公所 （页面存档备份，存于）
- 北斗河濱公園 （页面存档备份，存于）